# Grand Hotel Imperial (Levico Terme)
Das Grand Hotel Imperial war ein Hotel im Kurort Levico Terme in der Valsugana im Trentino.

## Geschichte
Julius Adrian Pollacsek gründete 1895 die Levico-Vetriolo Heilquellen Gesellschaft und begann 1898, nachdem er zuvor ca. zwölf Hektar Land gekauft hatte, mit dem Bau des Grand Hotels und eines Thermalgebäudes. Nach acht Monaten Bauzeit war der Rohbau im Sommer 1899 fertiggestellt. Von Anfang war das Ziel Pollaseks, die arsen- und eisenhaltigen Mineralwässer der Therme zu nutzen und ein möglichst renommiertes Hotel, umgeben von einem großen Park, inmitten des Kurorts in Südtirol zu errichten. Die noch heute erhaltene Grünfläche wurde von Georg Ziehl (1873–1953) gestaltet. Der Park wurde in die Liste der Grand Giardini Italiani („Große italienische Gärten“) aufgenommen.
Am 16. Juni 1900 wurden nahezu zeitgleich die Gebäude und der große Park eröffnet. Nachdem das Hotel während des Ersten Weltkrieges beschädigt worden war, übernahm die Gemeinde Levico die Verwaltung und restaurierte im Jahr 1930 das Gebäude in Vetriolo.
Im Laufe des Zweiten Weltkriegs wurde das Grand Hotel als Armee-Hauptkommando unter Generalfeldmarschall Kesselring für Kriegsoperationen in den Provinzen Padova, Vicenza und Trient genutzt. Nach Kriegsende wurde es erneut Eigentum der Region Trentino-Südtirol. Die Autonome Provinz Trient, welche seit 1973 Eigentümer des Grand Hotels war, beschloss, dass das Gebäude renoviert werden müsse. Es wurde aufwändig renoviert und erweitert, mit dem Ziel, den Jugendstil und die Atmosphäre der Belle Epoque möglichst zu erhalten.
2024 meldete die Webseite, dass das Hotel aus wirtschaftlichen Gründen den Betrieb eingestellt hat.
Im Jahr 1999 wurde, nach Jahren der Vernachlässigung, auch der romantische Park wiederhergestellt. Dieser entspricht weitestgehend seinem ursprünglichen Aussehen. Im Park befinden sich heute unter anderem rote Buchen, griechische Tannen, nordamerikanische Coulter Kiefern und Douglasien und weitere seltene sowie besondere Flora.
In der Nähe des Hotels liegen neben der Berglandschaft der Lago di Levico und der Lago di Caldonazzo.

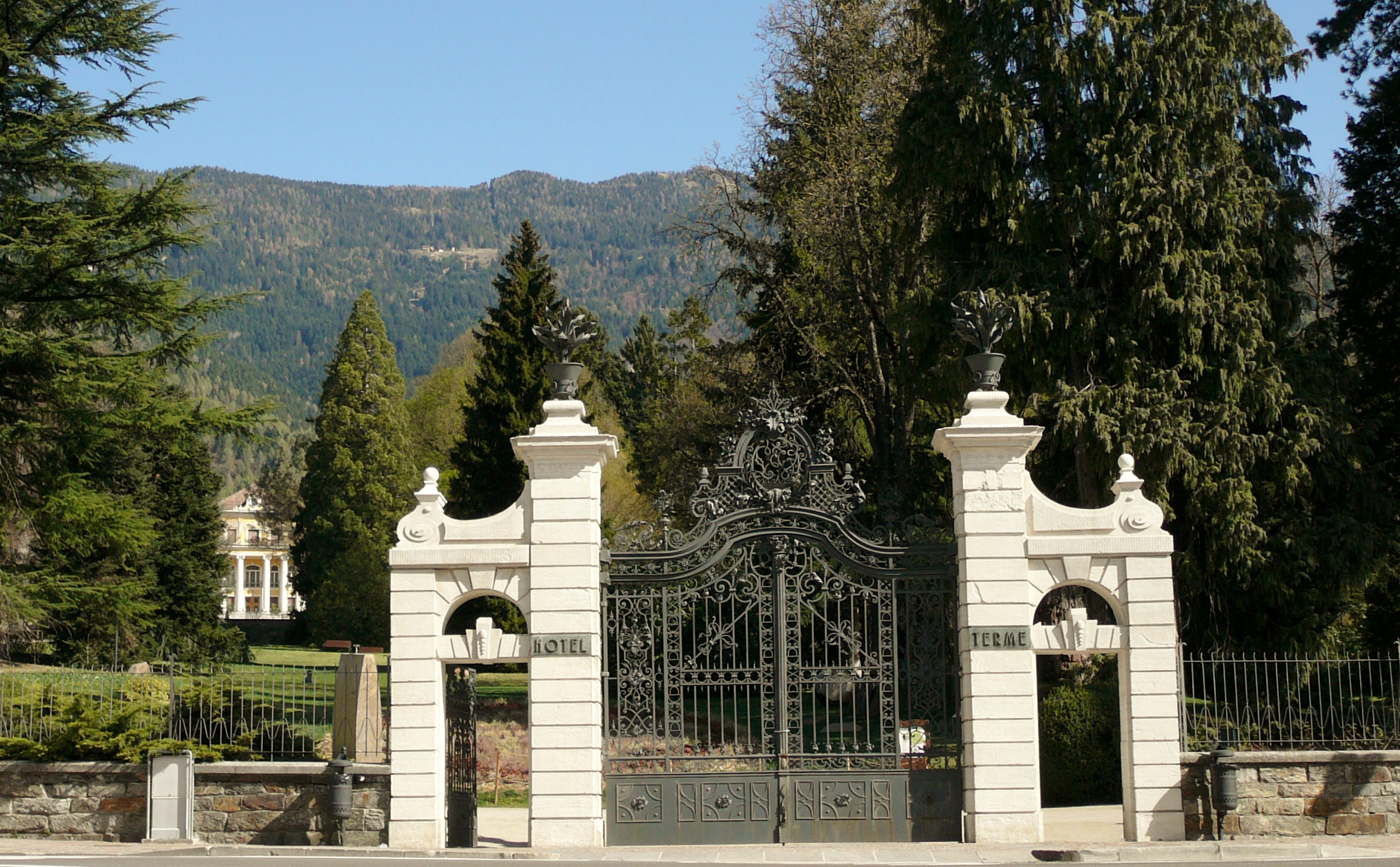
Parkeingang